# Gastrolactarius
Gastrolactarius är ett släkte av svampar. Gastrolactarius ingår i familjen kremlor och riskor, ordningen Russulales, klassen Agaricomycetes, divisionen basidiesvampar och riket svampar.
|                 | Arcangeliella                                |
|                 |                                              |
|                 | Lactarius                                    |
|                 |                                              |
|                 | Russula                                      |
|                 |                                              |
|                 | Boidinia                                     |
|                 |                                              |
|                 | Macowanites                                  |
|                 |                                              |
| Gastrolactarius | \| \| Gastrolactarius crichtonii \| \| \| \| |
|                 | \| \| Gastrolactarius crichtonii \| \| \| \| |
|                 | Multifurca                                   |
|                 |                                              |
|                 | Gymnomyces                                   |
|                 |                                              |
|                 | Cystangium                                   |
|                 |                                              |
|                 | Zelleromyces                                 |
|                 |                                              |
|                 | Pseudoxenasma                                |
|                 |                                              |
|                 | Gastrolactarius crichtonii                   |
|                 |                                              |

|  | Gastrolactarius crichtonii |
|  |                            |